# NATO Tiger Meet
Das NATO Tiger Meet (englisch für „NATO-Tigertreffen, -wettkampf“) ist eine militärische Übung diverser Fliegerstaffeln aus NATO-Mitgliedsstaaten und befreundeten Ländern. Die Treffen werden von der Tiger Association (kurz TA; auch NATO Tiger Association, kurz NTA) veranstaltet. Diese geht auf eine französische Initiative aus dem Jahr 1959 zurück, um Zusammenhalt und Kooperationsfähigkeit der NATO-Luftstreitkräfte zu fördern. Der Veranstaltungsort der Tiger Meets wechselt jährlich, Gastgeber ist immer eine der teilnehmenden Staffeln. Namensgebend waren die Tigerköpfe in den Wappen der am ersten Treffen 1961 im englischen Woodbridge teilnehmenden Staffeln. Mittlerweile ist es Tradition, dass jede Staffel eine im Tigerdesign lackierte Maschine zum Treffen mitbringt. Die am ersten Tiger Meet beteiligten Staffeln waren das USAFE 79th Tactical Fighter Squadron, das RAF No. 74 Squadron und das Escadron de chasse 1/12 der französischen Armée de l’air.

## Veranstaltungsorte

Ein SA 330 Puma des 230 Squadron der Royal Air Force in der Lackierung für das „Tiger Meet“ 2005

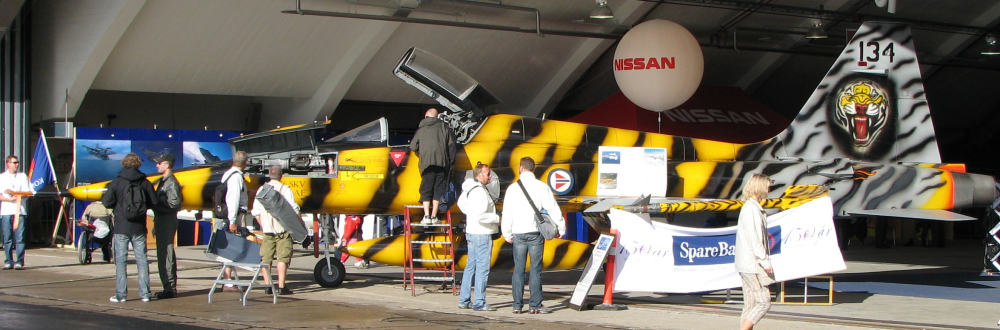
Eine Northrop/Canadair CF-5A/B „Freedom Fighter“ der 335 Squadron, Royal Norwegian Air Force während des „Tiger Meet“ 2007

Eine Dassault Super Étendard der Flottille 11F der Aéronautique navale während des „Tiger Meet“ 2007

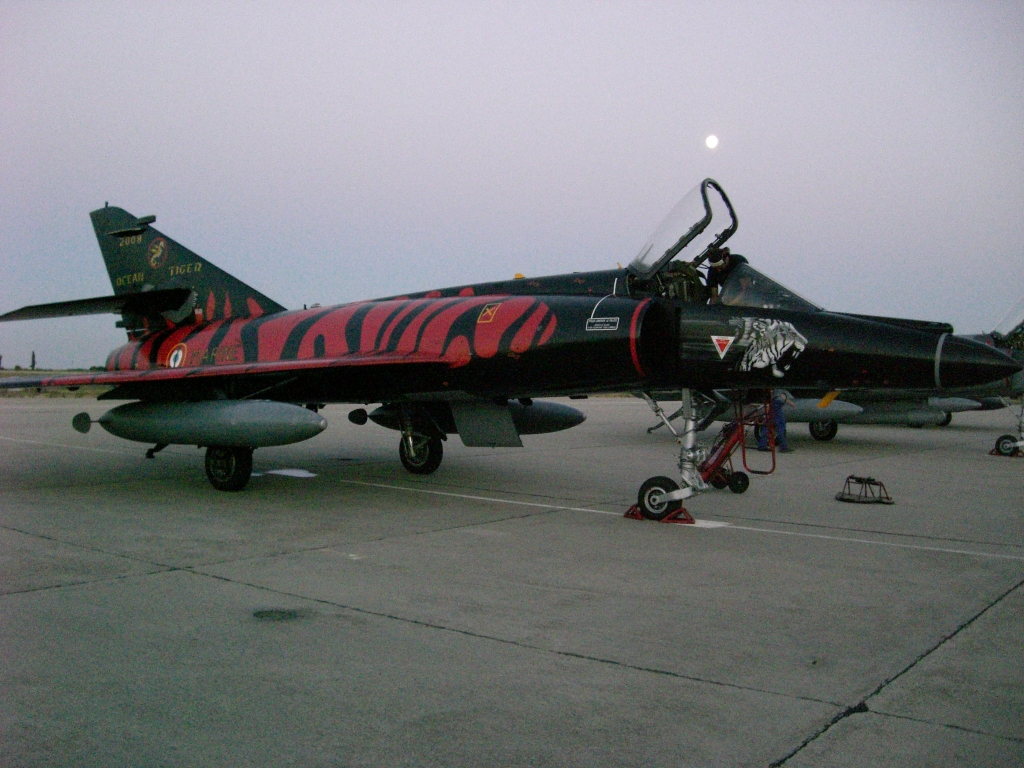
Eine Super Étendard während des „Tiger Meet“ 2008

| Jahr | Ort                 | Land                |
| ---- | ------------------- | ------------------- |
| 1961 | Woodbridge          | England             |
| 1962 | Woodbridge          | England             |
| 1963 | Kleine Brogel       | Belgien             |
| 1964 | Bitburg             | Deutschland         |
| 1966 | Leuchars            | Schottland          |
| 1967 | Leck                | Deutschland         |
| 1968 | Lahr                | Deutschland         |
| 1969 | Woodbridge          | England             |
| 1970 | Kleine Brogel       | Belgien             |
| 1971 | RAF Upper Heyford   | England             |
| 1972 | Cambrai             | Frankreich          |
| 1973 | Cameri              | Italien             |
| 1974 | Bitburg             | Deutschland         |
| 1975 | Leck                | Deutschland         |
| 1976 | Söllingen           | Deutschland         |
| 1977 | RAF Greenham Common | England             |
| 1978 | Kleine Brogel       | Belgien             |
| 1979 | Cambrai             | Frankreich          |
| 1980 | Cameri              | Italien             |
| 1981 | Bitburg             | Deutschland         |
| 1982 | Gütersloh           | Deutschland         |
| 1983 | Söllingen           | Deutschland         |
| 1984 | Leck                | Deutschland         |
| 1985 | Kleine Brogel       | Belgien             |
| 1986 | Cambrai             | Frankreich          |
| 1987 | Beja                | Portugal            |
| 1988 | Cameri              | Italien             |
| 1989 | Abgesagt            | Abgesagt            |
| 1990 | Upper Heyford       | England             |
| 1991 | Air Tattoo          | England             |
| 1992 | Albacete            | Spanien             |
| 1993 | Kleine Brogel       | Belgien             |
| 1994 | Cambrai             | Frankreich          |
| 1995 | Nicht stattgefunden | Nicht stattgefunden |
| 1996 | Beja                | Portugal            |
| 1997 | Fairford            | England             |
| 1998 | Lechfeld            | Deutschland         |
| 1999 | Abgesagt            | Abgesagt            |
| 2000 | Abgesagt            | Abgesagt            |
| 2001 | Kleine Brogel       | Belgien             |
| 2002 | Beja                | Portugal            |
| 2003 | Cambrai             | Frankreich          |
| 2004 | Schleswig-Jagel     | Deutschland         |
| 2005 | Balikesir/Devrek    | Türkei              |
| 2006 | Albacete            | Spanien             |
| 2007 | Ørland              | Norwegen            |
| 2008 | Landivisiau         | Frankreich          |
| 2009 | Kleine Brogel       | Belgien             |
| 2010 | Volkel              | Niederlande         |
| 2011 | Cambrai             | Frankreich          |
| 2012 | Ørland              | Norwegen            |
| 2013 | Ørland              | Norwegen            |
| 2014 | Schleswig-Jagel     | Deutschland         |
| 2015 | Konya               | Türkei              |
| 2016 | Saragossa           | Spanien             |
| 2017 | Landivisiau         | Frankreich          |
| 2018 | Poznań/Posen        | Polen               |
| 2019 | Mont-de-Marsan      | Frankreich          |
| 2020 | Abgesagt            | Abgesagt            |
| 2021 | Beja                | Portugal            |
| 2022 | Araxos              | Griechenland        |
| 2023 | Gioia del Colle     | Italien             |
| 2024 | Schleswig-Jagel     | Deutschland         |
| 2025 | Beja                | Portugal            |

Eine Aérospatiale N 262E N°51 der Flottille 28F, Aéronautique navale, stationiert in Nîmes, während des „Tiger Meet“ 2008

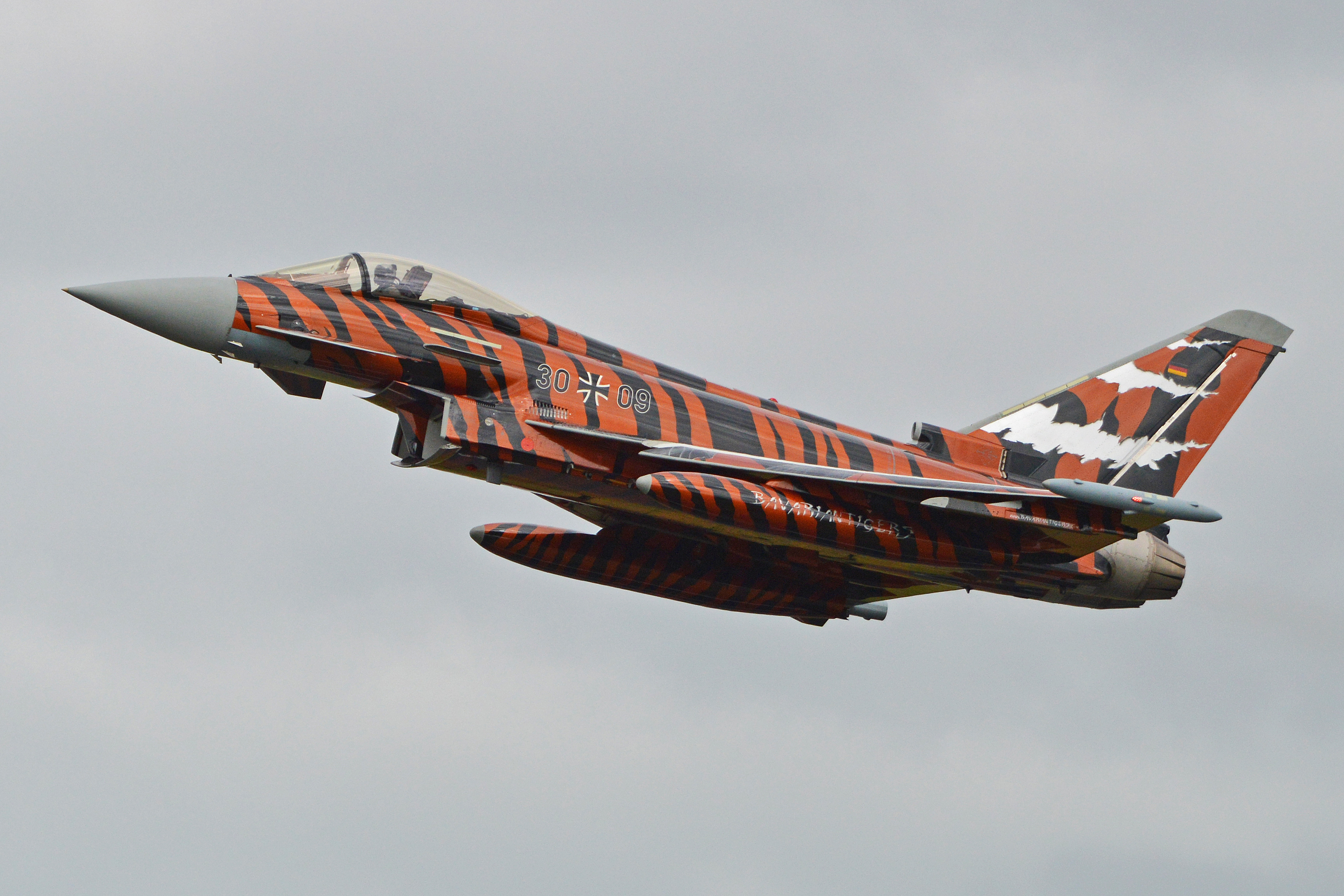
Eurofighter Typhoon des Taktischen Luftwaffengeschwaders 74 beim „Tiger Meet“ 2014

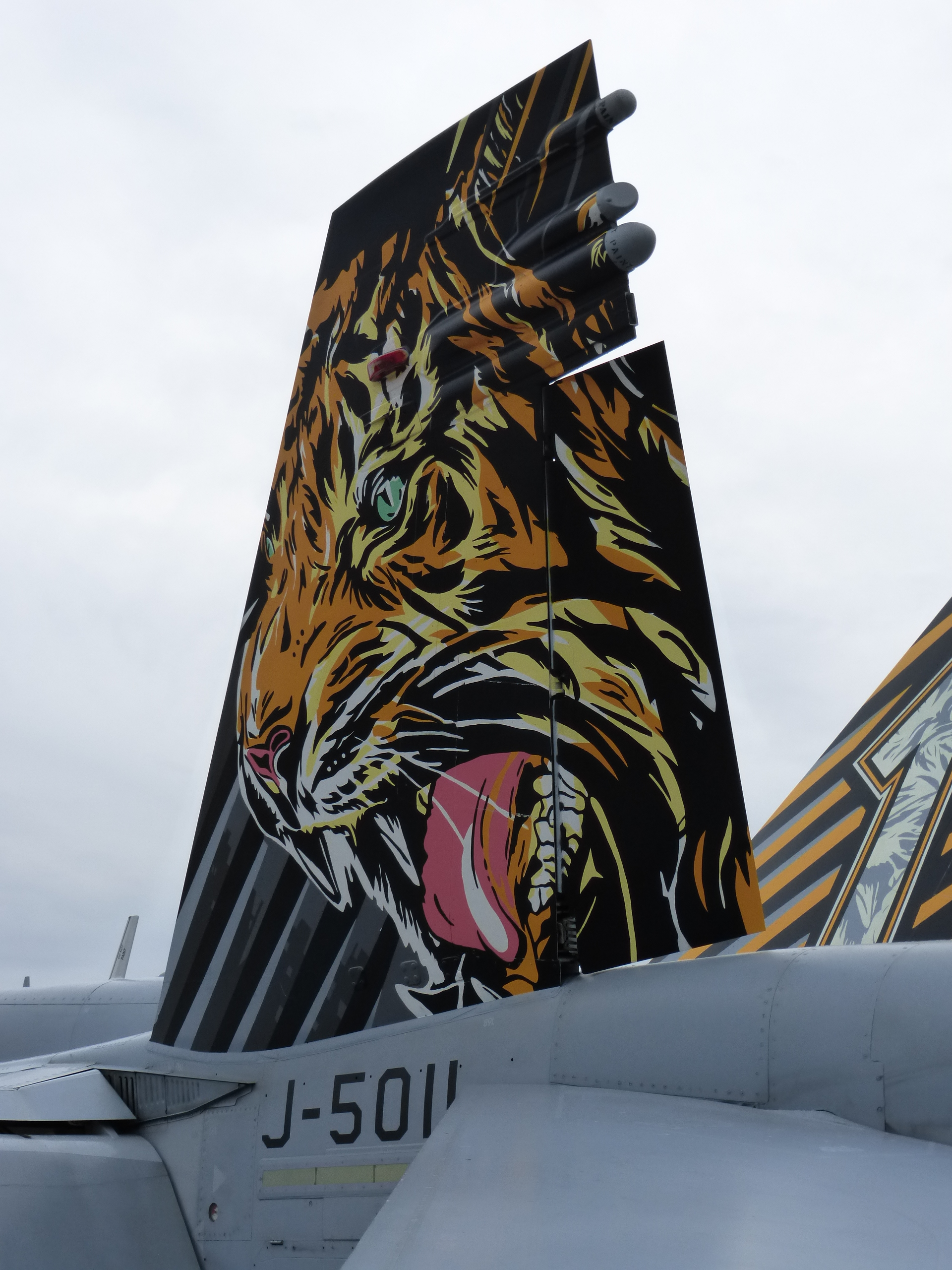
Seitenleitwerk einer F/A-18C Hornet der Schweizer Fliegerstaffel 11

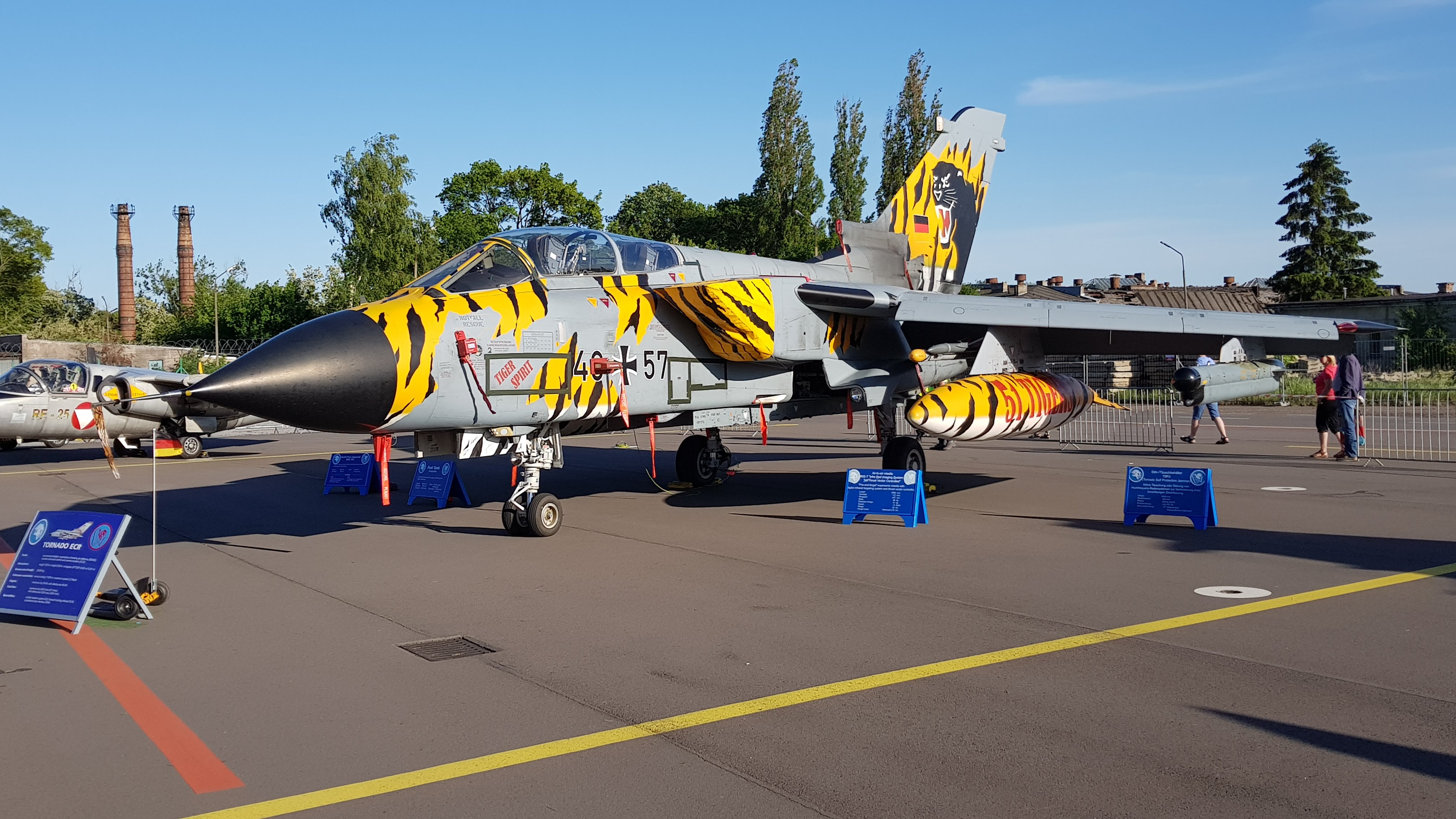
Tornado „Tiger“ 2018 Taktisches Luftwaffengeschwader 51

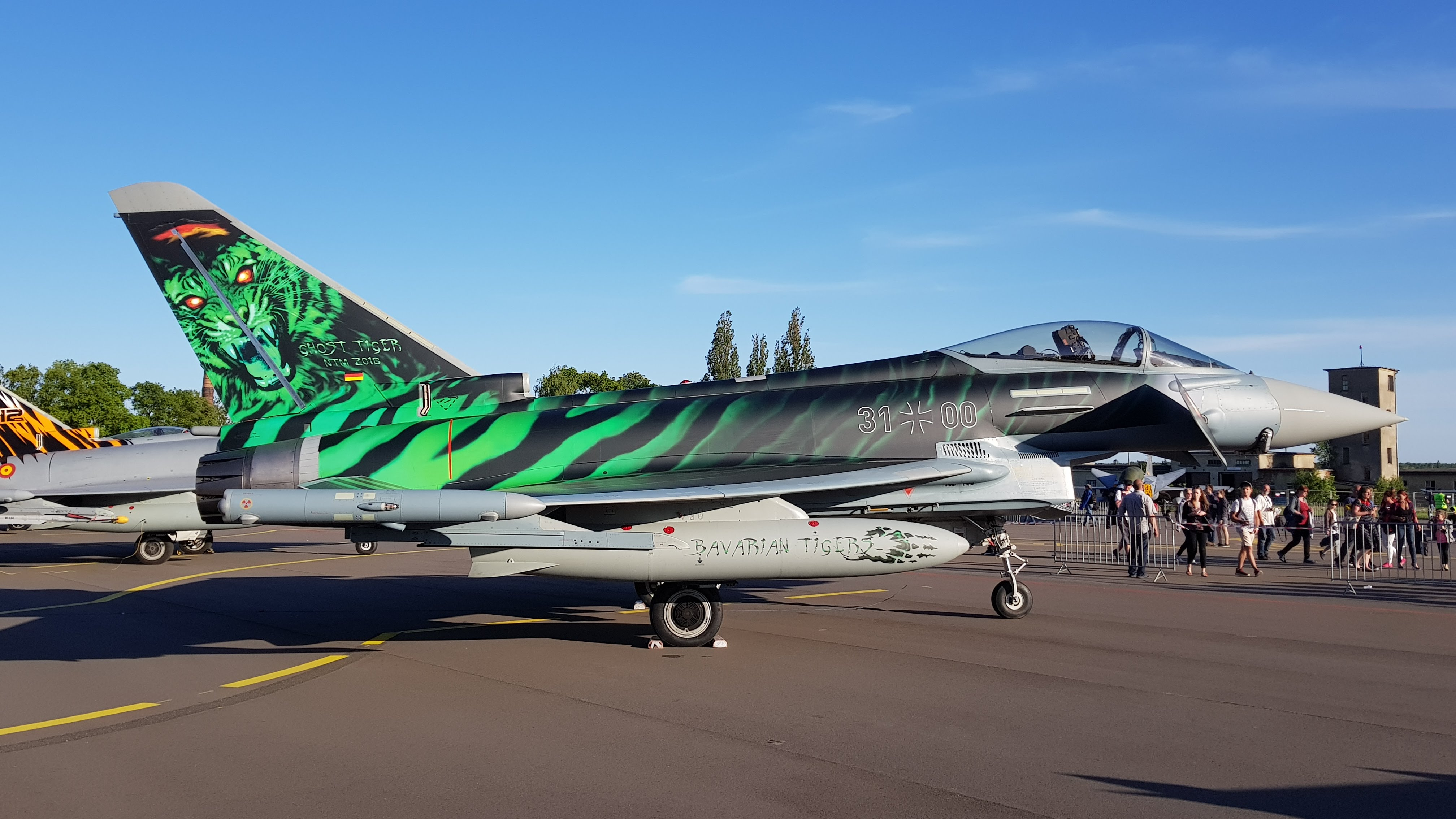
Eurofighter „Ghost Tiger“ 2018 Taktisches Luftwaffengeschwader 74

Das NATO Tiger Meet 2025 soll vom 21. September 2025 bis 3. Oktober 2025 auf dem Flughafen Beja stattfinden.

## Mitglieder

### Vollmitglieder
Vollmitglieder sind:
- Belgische Luftstreitkräfte
  - 31st Squadron 31 Smaldeel (seit 1962)
- Luftwaffe der Bundeswehr
  - Taktisches Luftwaffengeschwader 51 „Immelmann“ (seit 1994)
  - Taktisches Luftwaffengeschwader 74 „Bavarian Tigers“ (seit 2012)
- Französische Luftstreitkräfte
  - Escadron de Chasse et d'Expérimentation 05.330 (seit 1986)
  - Escadron de Chasse 1/7 „Provence“ (seit 2012)
- Französische Marine
  - Flottille 11F (seit 1979)
- Griechische Luftstreitkräfte
  - 335th Squadron Mira „Tigers“ (seit 1972)
- Italienische Luftwaffe
  - 12º Gruppo (seit 2002)
  - 21º Gruppo (seit 1968)
- NATO Airborne Early Warning Force
  - Squadron 1 (seit 1984)
- Niederländische Luftstreitkräfte
  - 313 squadron (seit 1990)
- Norwegische Luftstreitkräfte
  - 338 Skvadron (seit 2002)
- Österreichische Luftstreitkräfte
  - 2. Staffel des Überwachungsgeschwaders (seit 2021)
- Polnische Luftstreitkräfte
  - 6 Eskadra Lotnictwa Taktycznego (seit 2011)
- Portugiesische Luftstreitkräfte
  - Esquadra 301 „Jaguares“ (seit 1978)
- Schweizer Luftwaffe
  - Fliegerstaffel 11 «Tigers» (seit 1981)
- Spanische Luftstreitkräfte
  - 142 Escuadrón (seit 1986)
  - Ala 15 (seit 2006)
- Luftstreitkräfte der Tschechischen Republik
  - 211 Taktcká Letka (211. Taktisches Geschwader; seit 2008)
  - 221 Letka Bitevních Vrtulníku (221. Kampfhubschraubergeschwader; seit 1997)
- Türkische Luftstreitkräfte
  - 192 Filo (seit 1980)
- Ungarische Luftstreitkräfte
  - 59/1 „Puma“ Squadron („Puma“-Staffel des 59. Taktischen Geschwaders; seit 2009)
- Royal Air Force
  - No. 230 Squadron RAF (seit 1977)
- Royal Navy
  - 814 Naval Air Squadron (seit 1979)

### Ehrenmitglieder
Mit Stand März 2016 haben die NATO Tigers 10 Ehrenmitglieder:
- Royal Canadian Air Force
  - 439 Combat Support Squadron (seit 1962)
- Indische Luftstreitkräfte
  - 1 Squadron (seit 2003)
- Luftwaffe der Slowakischen Republik
  - 1. Bojova letka – 1 Lt (seit 2003)
- United States Air Force
  - 37th Bomb Squadron (seit 1986)
  - 79th Fighter Squadron (seit 1961)
  - 120th Fighter Squadron (seit 2000)
  - 391st Fighter Squadron (seit 1976)
  - 393rd Bomb Squadron (seit 1978)
- Air Force Reserve Command
  - 141 Air Refueling Squadron (seit 1984)
- United States Navy
  - Patrol Squadron Eight – VP 8 (seit 1978)

### Ehemalige Mitglieder
Die folgenden Einheiten waren bis zu ihrer Auflösung Mitglied:
- Luftwaffe der Bundeswehr
  - Aufklärungsgeschwader 52 (1963–1993)
  - Jagdbomberstaffel 321 „Lechfeld Tigers“ (1. Staffel des Jagdbombergeschwaders 32; 1994–2012)
  - Jagdbomberstaffel 431 (1. Staffel des Jagdbombergeschwaders 43; 1969–1992)
- Französische Luftstreitkräfte
  - Escadron de Chasse 01.012 (1961–2011)
- Norwegische Luftstreitkräfte
  - 336 Squadron (1976–1999)
- Royal Air Force
  - No. 74 Squadron (1961–2000)
- United States Air Force
  - 53d Fighter Squadron (1962–1999)
- Österreichische Luftstreitkräfte
  - Düsentrainerstaffel „Tigerstaffel Austria“ (1982–2020)